# Лука Банки
Лука Банки (итал. Luca Banchi; Гросето, 1. август 1965) италијански је кошаркашки тренер. Тренутно је тренер Анадолу Ефеса и селектор Летоније.

## Успеси

### Клупси
- Монтепаски Сијена:
  - Првенство Италије (1): 2012/13.
  - Куп Италије (1): 2013.

- Олимпија Милано:
  - Првенство Италије (1): 2013/14.

- АЕК Атина:
  - Интерконтинентални куп (1): 2019.

- Виртус Болоња:
  - Суперкуп Италије (1): 2023.

### Појединачни
- Најбољи тренер Светског првенства 2023.